# Leo Hofland
Leo Hofland (19 juni 1954) is een Nederlandse schaker en lid van de Nederlandse Bond van Correspondentieschakers (NBC). Hij is een FIDE Meester (FM). Hij was in 2002 kampioen van Nederland in het correspondentieschaak, samen met Piet van der Houwen. Dit was de eerste keer in de geschiedenis van de NBC dat er twee spelers gelijk eindigden.  
Leo Hofland deed vanaf 2004 mee aan een toernooi om het wereldkampioenschap correspondentieschaak dat door de ICCF georganiseerd werd.

## Externe koppelingen
- (en)   Informatie over schaakpartijen van Leo Hofland op ChessGames.com
- (en)   Informatie over schaakpartijen van Leo Hofland op 365chess.com
- (en)  FIDE-ratinggegevens voor Leo Hofland